# فرد إلزه
فرد إلزه (بالإنجليزية: Fred Else)‏ (31 مارس 1933 في المملكة المتحدة - 20 يوليو 2015 في المملكة المتحدة) هو لاعب كرة قدم بريطاني في مركز حراسة المرمى. شارك مع منتخب إنجلترا لكرة القدم الرديف. أما مع النوادي، فقد لعب مع بريستون نورث إيند وبلاكبيرن روفرز ونادي بارو.

## وصلات خارجية
- فرد إلزه على موقع قاعدة بيانات كرة القدم.إي يو (الإنجليزية)